# تشارلز إس. فيرفاكس
تشارلز إس. فيرفاكس (بالإنجليزية: Charles S. Fairfax)‏ هو كاتب أمريكي، ولد في 8 مارس 1829 في Vaucluse (plantation) ‏ في الولايات المتحدة، وتوفي في 4 أبريل 1869.